# JuJu (Album)

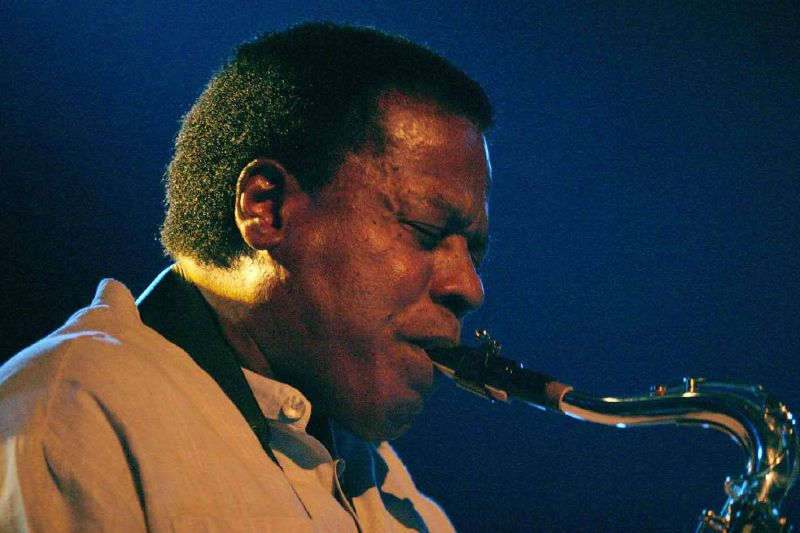
Wayne Shorter

JuJu ist ein Jazz-Album von Wayne Shorter, das am 3. August 1964 im Studio von Rudy Van Gelder in Englewood Cliffs, New Jersey aufgenommen und im selben Jahr von Blue Note Records veröffentlicht wurde. Es wurde 1964 veröffentlicht 
Das Album gilt als eines der wegweisenden Werke des Hard Bop und Post-Bop. Shorter präsentierte auf JuJu eine Mischung aus komplexen, melodischen Kompositionen und improvisatorischen Freiheiten. 

## Das Album
Das Studioalbum JuJu war nach der im April 1964 entstandenen LP Night Dreamer die zweite Veröffentlichung des Tenorsaxophonisten unter eigenem Namen für Alfred Lions Label Blue Note. Es zählt zu jenen Veröffentlichungen vor 1970, die Richard Cook und Brian Morton zu den „individuellsten Werken Shorters“ rechnen. Nat Hentoff merkte in den Original-Liner Notes zu JuJu an, dass Shorter in Night Dreamer eine stärkere, persönlichere Sprache ausprobiert habe, als auf seinen vorangegangenen LPs, die zwischen 1959 und 1962 für VeeJay entstanden sind. Mitte 1964 war Wayne Shorter Mitglied im Miles Davis Quintett geworden, dessen Besetzung auch das Vorgängeralbum durch Hinzunahme des Trompeters Lee Morgan entsprach. Für JuJu verzichtete Shorter auf einen weiteren Bläser; ihn begleitete eine Rhythmusgruppe, die Assoziationen zum damaligen Vorbild John Coltrane entstehen lässt – McCoy Tyner (Piano), Reggie Workman (Bass) und Elvin Jones (Schlagzeug). Dies war dieselbe Rhythmusgruppe, die Coltrane 1961 auf seinem Album Africa/Brass begleitete.
Shorter hatte mit John Coltrane zusammen studiert, und dessen Stil reflektierte Shorter 1964 in seinem Spiel und Kompositionen. Das Titelstück „JuJu“, mit dem Shorter Assoziationen zu Afrika herstellte, indem er an alte Stammesriten erinnern wollte; Jùjú war ein nigerianischer Popmusikstil, der seit den 1920er Jahren aus der traditionellen Yoruba-Musik heraus entstanden ist. Die Struktur mit den kurzen, repetitiven Phrasen soll an die Schlichtheit afrikanischer Gesänge anknüpfen. Hentoff hob hervor, dass Shorter auf einer komplexen und farbigen Grundierung durch die Rhythmusgruppe eine gewaltige Beschwörung mit fast-hypnotischen Stimmungen aufbaue, die mit wirbelnden Ritualen in Verbindung gebracht werden.
Mit dem eröffnenden Thema von „Deluge“ (dt. Überschwemmung, Flut) wollte Shorter die Stimmung von etwas Fallendem schaffen, eine musikalische Analogie zu Regen. Beim Schreiben des Stücks erinnerte er sich an Bibelstunden in seiner Jugendzeit, als er von der Sintflut hörte: „Nun wollte ich im meinem jetzigen Alter etwas darüber schreiben, wie ich fühlte, als ich davon zum ersten Mal hörte.“
Es folgt die Ballade „House of Jade“, dessen Eröffnungssequenz von Wayne Shorters Frau Irene stammte. Nach einer überleitenden Bridge nimmt Shorter das Motiv wieder auf, das Hentoff an Shorters charakteristische Song-Lyrismen erinnert.
Bei der Komposition „Mahjong“ dachte Shorter an das alte chinesische Brettspiel Mah-Jongg; die viertaktige Aufteilung des Stücks (in der Abfolge Melodie, Rhythmus, Melodie, Rhythmus, Bridge-ähnliche Melodie, Melodie, Rhythmus) und die Pausen sollten den Mitspielern Gelegenheit geben, über den nächsten (Spiel-)Zug nachzudenken; die Melodie und ihre Steigerung markiere jeweils den nächsten Spielzug, so Nat Hentoff.
Das vorletzte Stück der Original-LP „Yes or No“ ist harmonisch eine Reminiszenz an Coltranes Komposition „Moment’s Notice“ von dem 1957 aufgenommenen Blue Train Album. Das JuJu-Album schließt mit „Twelve More Bars to Go“; der Titel ist ein Wortspiel: Shorter meint zunächst damit, gutgelaunt, wie mit einer Liste in der Hand, die Bars der Stadt aufzusuchen; schließlich die „12 bars in form“. Shorter versuchte dabei, indem er es wie „eine rückwärtsgewandte Steigerung“ klingen ließ, von den standardisierten Blues-Harmonien wegzukommen und das musikalische Porträt eines Mannes zu schaffen, der leicht angetrunken versucht vorwärtszukommen, aber dabei zurückgeht.
1987 erschien eine Neuausgabe in CD-Form mit zwei zusätzlichen, bisher unveröffentlichten Stücken.

## Bewertung des Albums

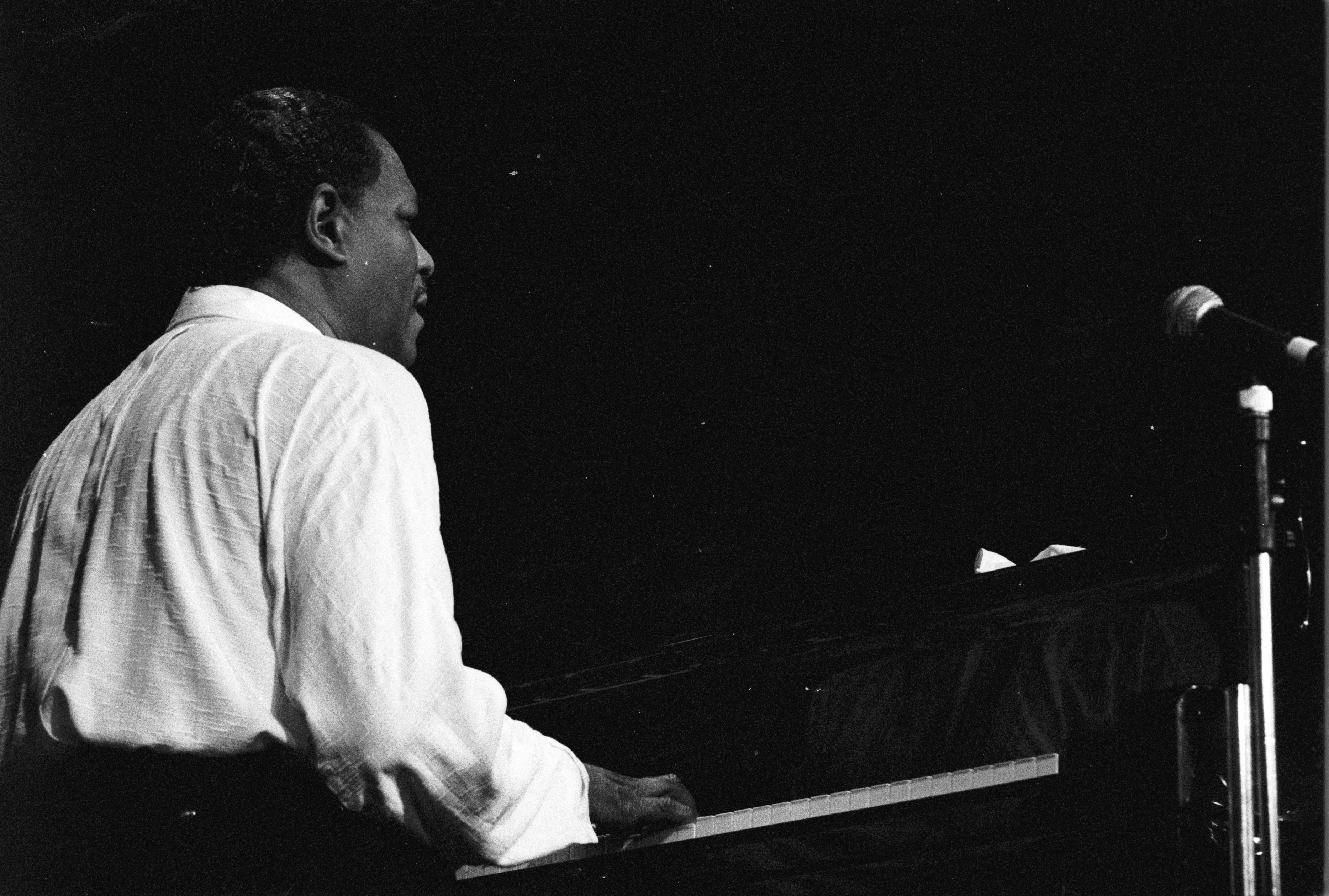
McCoy Tyner (1989)

Im Allmusic, der dem Album die Höchstnote verlieh, hob die Kritikerin Stacia Proefrock hervor, dass JuJu das Potenzial offenbare, das sich im Vorgänger Night Dreamer ankündigte. JuJu sei auch Wayne Shorters erste richtige Gelegenheit, seine großen Talente sowohl als ausführender Musiker wie auch als Komponist zu zeigen. Elvin Jones, Reggie Workman und McCoy Tyner seien die perfekten Musiker, um Shorter zu begleiten, die ein großes Verständnis seiner Kompositionen offenbarten. Dabei sei McCoy Tyner mit seinem leichten Anschlag und seinen schönen Improvisationen die bessere Wahl für Shorter als Herbie Hancock gewesen. JuJu läge „im aufstrebenden Ast von Shorters kreativem Höhepunkt“ und „der Beginn seines Fundaments als Bandleader“. Auch wenn seine Kompositionen und Spielweise von Coltrane beeinflusst wären, zeigten sie dennoch eine großartige Eigenständigkeit, in der Weise, wie er die Strukturen des Hard Bop aufbreche und mit all dieser Vielfältigkeit und Flexibilität seine Stimme finde; dies habe er dann auf seinen späteren Alben wie Speak No Evil (Dezember 1964) und The Soothsayer (März 1965) vollendet.
Richard Cook und Brian Morton betonen in ihrer Besprechung des Albums, das sie mit der zweithöchste Bewertung auszeichneten, dass besonders die beiden Alternate takes der Neuausgabe den Ideenreichtum und die experimentelle Haltung Shortes zeigen würden; die Energie und der Drive des Hardbop verbänden sich hier mit Neuem; es sei das Brodelnde und die Melancholie, die auf JuJu zu Shortes Markenzeichen wurden.
C. Michael Bailey unterstreicht in seiner Besprechung von JuJu (wie auch des Nachfolgealbums Speak No Evil) in All about Jazz die Rolle Shorters als Jazz-Komponisten, ähnlich wie Benny Golsons Beiträge für das Jazz Messengers Repertoire. Golson und Shorter seien zwei lebende Legenden, die Jazzstandards komponierten (und nicht einfach nur interpretierten). Die beiden Alben seien „akustischer Jazz der Mitte der 1960er Jahre von höchster Güte“. Shorter zeige dabei eine „brillante Erfindungsgabe“ und sei ein großartiger Komponist von Balladen.
Das Magazin Rolling Stone wählte das Album 2013 in seiner Liste Die 100 besten Jazz-Alben auf Platz 39.

## Die Titel
- Blue Note BLP 4182 (LP), BST 84182 (LP), CDP 7 46514-2 (CD), CDP 7243 8 37644-2 (CD)

1. JuJu – 8:30
2. Deluge – 6:49
3. House of Jade – 6:49
4. Mahjong – 7:39
5. Yes or No – 6.34
6. Twelve More Bars to Go – 5:26
7. JuJu – 7:48 (alternative take)

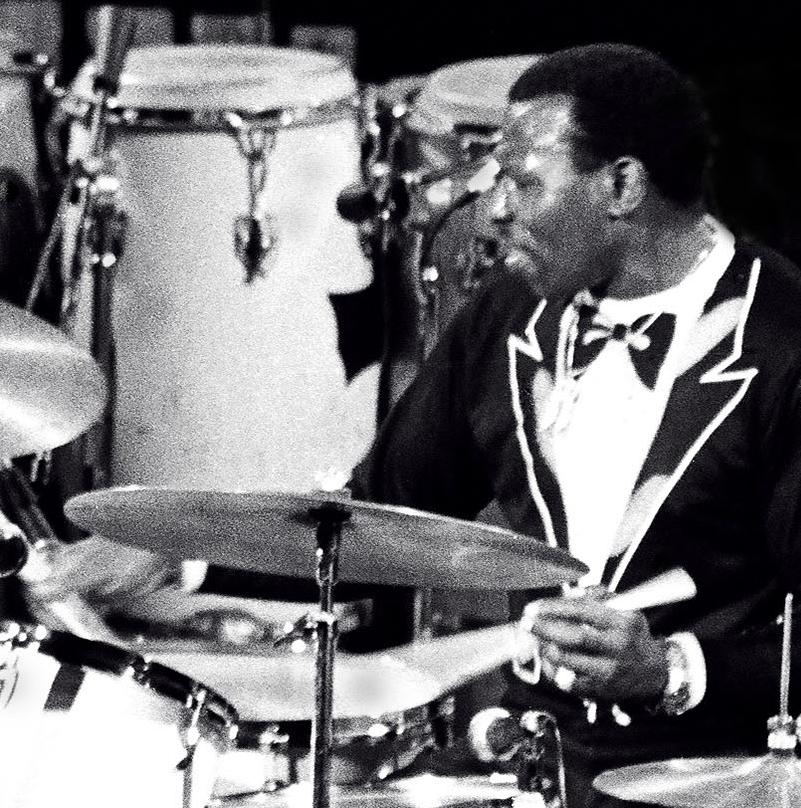
Elvin Jones (1977)

8. House of Jade – 6:37 (alternative take)

(Alle Kompositionen stammen von Wayne Shorter)

### Schrifttum/Einzelnachweise
1. 1 2  
Richard Cook, Brian Morton: The Penguin Guide to Jazz on CD. 6. Auflage. Penguin, London 2002, ISBN 0-14-051521-6, S. 1341.
2. ↑  Vgl. Stacia Proefrock, Allmusic.
3. ↑  Rolling Stone: Die 100 besten Jazz-Alben. Abgerufen am 16. November 2016.

- Nat Hentoff: Liner Notes von JuJu, 1964

1. ↑  Vgl. Hentoff, Liner Notes
2. ↑  W. Shorter, Zit. nach Hentoff, Liner Notes
3. ↑  Vgl. Hentoff, Liner Notes
4. ↑  Vgl. Hentoff, Liner Notes
5. ↑  Shorter, Zit. nach Hentoff, Liner Notes
6. ↑  Vgl. Hentoff, Liner Notes

### Weitere Anmerkungen
1. ↑  Auf der Cover-Rückseite wird Reggie Workman noch mit seinem Geburtsnamen aufgeführt.
2. ↑  Im Original: „When I wrote the tune, I was thinking of Africa. I hadn't heard anyone use this title for a piece, and it seemed to fit because I was trying to picture the old African rites. (…) Its structure is somewhat remininscent of the simplicity for certain kinds of an african chant“. W. Shorter, zit. nach N. Hentoff, Liner Notes 1965.
3. ↑  Im Original: „rests in the uphill portion of Shorter's creative peak“.
4. ↑  Im Original: „This is mid-60’s acoustic jazz of the highest order. This is music that is carefully and thoughtfully crafted by a master and performed by equal masters“. Zit. nach C. Michael Bailey, All About Jazz.